# تومي جانسون
تومي جانسون (بالسويدية: Tommy Jansson)‏ هو متسابق دراجات نارية سويدي، ولد في 2 أكتوبر 1952 في إسكيلستونا في السويد، وتوفي في 20 مايو 1976.